# Åse Kleveland
Åse Maria Kleveland (Stoccolma, 18 marzo 1949) è una cantante, chitarrista e politica svedese naturalizzata norvegese.
Cantante folk in Norvegia, occupò la carica di Ministro della Cultura norvegese dal 1990 al 1996, rappresentando il Partito Laburista sotto l'amministrazione di Gro Harlem Brundtland. Ha anche ricoperto il ruolo di presidente dell'Istituto Cinematografico Svedese dal 2000 al 2006.
Nel giugno del 2007 viene eletta presidente della Human-Etisk Forbund, una organizzazione umanitaria norvegese.

## Biografia
Nata in Svezia, si trasferì in Norvegia nel 1956. È stata sposata con Svenolov Ehrén, un artista svedese. Attualmente è sposata con il regista e cineasta Oddvar Bull Tuhus.
Kleveland conosce a ottimi livelli la lingua norvegese, svedese, inglese, francese e giapponese. È stata anche una studentessa di Giurisprudenza.

## Carriera musicale
Come cantante, è famosa per la sua voce molto profonda. Oltre alla voce, ha anche ricoperto il ruolo di chitarrista e di autrice. Oltre all'esperienza da solista, ha fatto anche parte del gruppo vispop dei Ballade!.
Iniziò a suonare la chitarra classica all'età di 8 anni e due anni dopo debuttò in un programma radiofonico. La sua prima esperienza come artista vispop avvenne nel programma di Erik Bye quando Åse Kleveland aveva 13 anni. Il suo primo album fu commercializzato quando era quindicenne, e il secondo fu uno dei primi del genere vispop, che fonde la musica folk con la pop.

Ciò la portò a essere molto impegnata all'estero, specialmente a Parigi, ed ebbe un periodo nel quale si divise tra la carriera musicale e gli studi nella scuola superiore di Lillestrøm. All'età di 17 anni effettuò un tour promozionale in Giappone, che incluse la partecipazione a molti programmi televisivi e l'incisione di 4 singoli in lingua giapponese.
Nel 1966, rappresentò la Norvegia all'Eurovision Song Contest con la canzone Intet er nytt under solen (Nulla di nuovo sotto il sole), che si classificò in terza posizione. Ruppe anche la tradizione dell'epoca che voleva le cantanti donne esibirsi in vestito, presentandosi con dei pantaloni.
Nel 1986 presentò la prima edizione norvegese, tenutasi a Bergen, dell'Eurofestival (a seguito della vittoria delle Bobbysocks nel 1985). Dal 1979 al 1987 fu presidente dell'Associazione Musicisti norvegese.